# Panacela lewinae
Panacela lewinae är en fjärilsart som beskrevs av Lewin 1807. Panacela lewinae ingår i släktet Panacela och familjen Eupterotidae. Inga underarter finns listade i Catalogue of Life.

## Bildgalleri

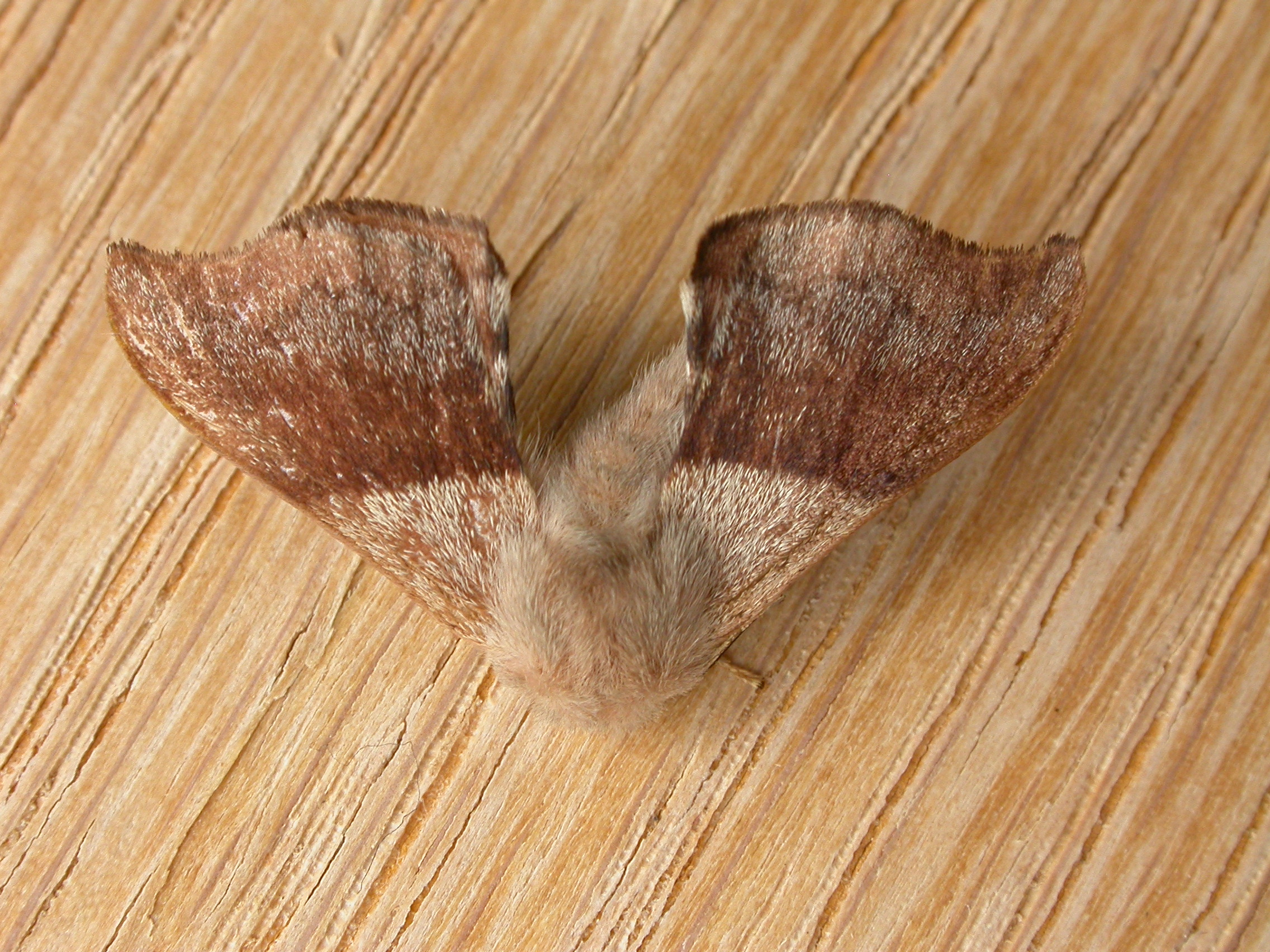
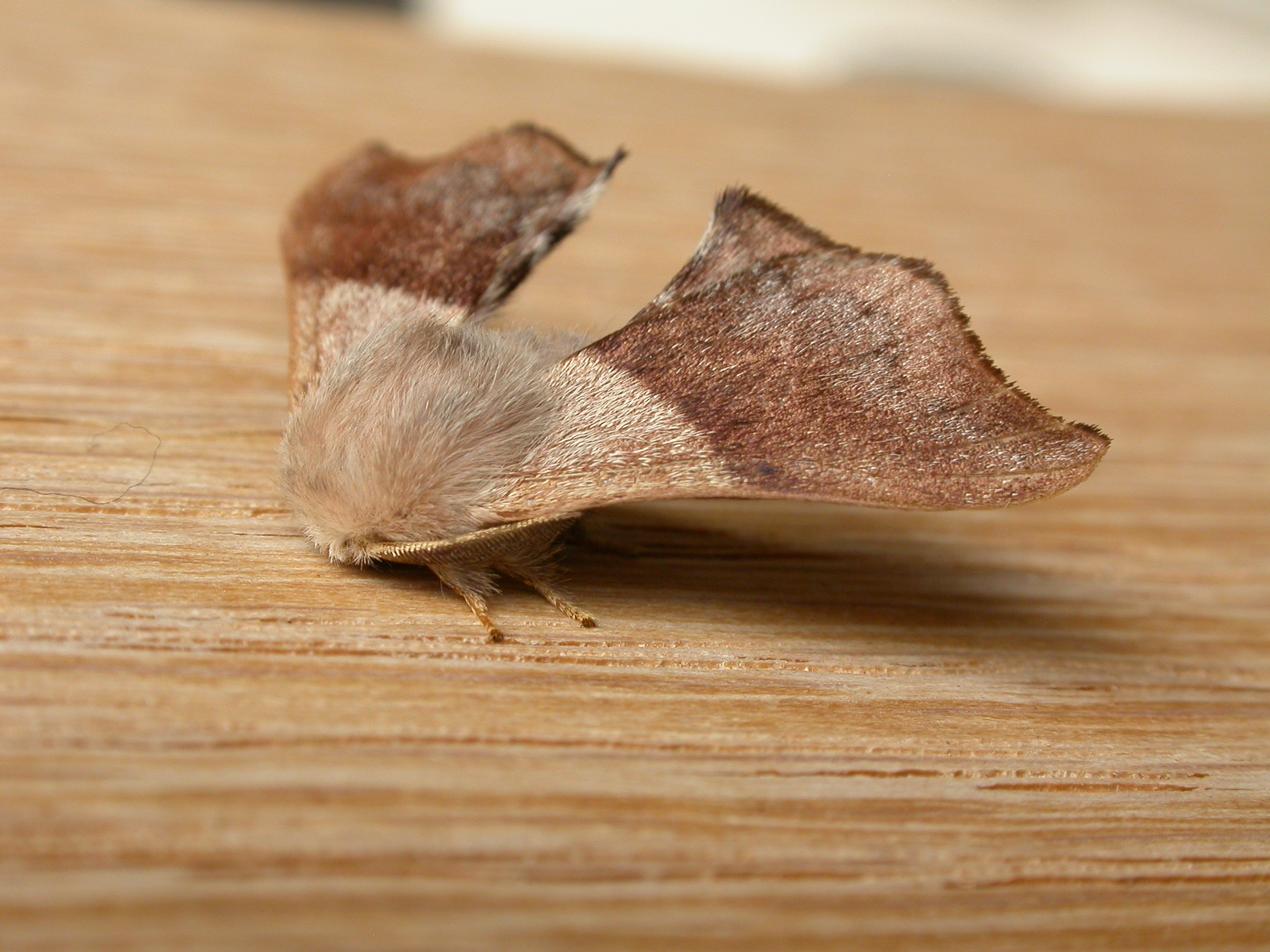